# Violka bahenní
Violka bahenní (Viola palustris) je vytrvalá bylina z čeledi violkovité (Violaceae). Dorůstá výšky nejčastěji 5–10 cm. Oddenek je dlouhý a plazivý, rostlina má dlouhé podzemní výběžky. Listy jsou jednoduché, čepele listů jsou nápadně okrouhlé až ledvinité, na okraji jemně vroubkované až trochu pilovité. Lodyha se nevytváří, listy jsou pouze v přízemní růžici. Na bázi listů jsou palisty, které jsou vejčitě kopinaté až vejčité, na okraji jsou celokrajné, vzácně malinko zubaté. Na květní stopce 2 listénce, umístěné pod polovinou či v polovině délky květní stopky. Květy jsou nevonné. Přívěsky kališních lístků jsou krátké a zaokrouhlené. Korunní lístky jsou nejčastěji bledě fialové, někdy s bělavým nádechem, ostruha je krátká a celkem silná, také světle fialová. Čnělka je na vrcholu terčovitě rozšířená. Kvete od dubna do června. Plodem je tobolka.

## Rozšíření ve světě
Roste hlavně v severní a střední Evropě, na jih souvisle až po Alpy, ale roztroušené výskyty jsou i ve Španělsku a snad dokonce i v severní Africe. Na východ sahá její areál zhruba po Ural, roste také na Islandu, v jižním Grónsku a přesahuje až do Severní Ameriky na poloostrov Labrador. Mapa viz

## Rozšíření v Česku
V ČR roste roztroušeně ve středních a vyšších polohách oblastí, kde má vhodná stanoviště. V suchých teplých územích (a tím více na bazických substrátech) často chybí, např. Pavlovské vrchy, České středohoří, vzácná je i v moravských Karpatech, kde roste hlavně v severovýchodní části Beskyd. Je to druh rašelinišť a pramenišť (zvláště zrašelinělých), vyhovují jí kyselé substráty. Občas roste i v jiných mokřadních společenstvech nebo ve smrkových olšinách. V ČR se vyskytuje se od středních poloh, vzácně nížin, až do horských poloh (do 1 350 m n. m.).